# Miloš Lolić
Miloš Lolić (geboren 1979 in Belgrad) ist ein serbisch-österreichischer Theaterregisseur.

## Leben
Lolić studierte Theater- und Radioregie an der Belgrader Universität für Darstellende Kunst. Seit 2002 inszeniert er an verschiedenen Theatern in Serbien, Slowenien, Österreich, Deutschland und der Schweiz, u. a. am Burgtheater Wien (Party Time von Harold Pinter und Kampf des Negers und der Hunde von Bernard-Marie Koltès), am Maxim Gorki Theater Berlin (Mania, basierend auf Die Bakchen von Euripides), am Volkstheater Wien (Nur Pferden gibt man den Gnadenschuss nach dem Roman von Horace McCoy, Rechnitz (Der Würgeengel) von Elfriede Jelinek und Lazarus von David Bowie und Enda Walsh) und am Schauspiel Frankfurt (Am Königsweg von Elfriede Jelinek).

## Theater (Auswahl)
- 2011: Bluthochzeit Volkstheater München
- 2011: Roberto Zucco Volkstheater München
- 2014: Hinkemann Salzburger Festspiele
- 2015: Mania Maxim Gorki Theater Berlin
- 2016: Rechnitz Volkstheater Wien
- 2017: Idomeneus Theater Basel
- 2018: Lazarus Volkstheater Wien
- 2018: Am Königsweg Schauspielhaus Frankfurt
- 2018: Kampf des Negers und der Hunde  Burgtheater Wien
- 2019: In den Gärten oder Lysistrata Teil 2 Theater Basel
- 2020: Quartett Schauspielhaus Frankfurt
- 2020: Der Preis des Menschen Residenztheater München
- 2021: Reigen Stadttheater Klagenfurt
- 2024: Yvonne, Prinzessin von Burgund Residenztheater München

## Auszeichnungen
- 2009: BITEF Preis, Inszenierung  Die Schwärmer
- 2011: Borštnik Award for Text Adaptation, Bartleby, the scrivener
- 2012: Nestroy-Theaterpreis/Bester Nachwuchs, Inszenierung Magic Afternoon[3]